# Paul William Bucha
Paul William Bucha, né le 1er août 1943 à Washington (district de Columbia) et mort le 31 juillet 2024 à West Haven (Utah), est un soldat de l’United States Army récompensé par la Medal of Honor pour ses actions pendant la guerre du Viêt Nam, un entrepreneur et homme politique américain. Il est notamment en 2008 conseiller de Barack Obama sur les questions de politique étrangère.

## Biographie

### Formation
Paul William Bucha naît le 1er août 1943 à Washington dans une famille d’origine croate installée aux États-Unis. Son père est colonel dans l’United States Army et élève ses enfants sur le modèle militaire. Cela impose également à la famille de déménager régulièrement selon les affections de celui-ci et Paul Bucha séjourne ainsi plusieurs années en Allemagne et au Japon dans sa jeunesse. Il termine son cursus secondaire l’école Horton Watkins de Saint-Louis en 1961. Il se voit alors proposer une bourse par l’université Yale, qui cherche à compléter son équipe de natation, sport où Bucha excelle. Néanmoins, après une visite de l’académie militaire de West Point, il fait le choix d’une carrière dans l’armée et entre à l’académie en 1965. Bucha obtient de bons résultats à West Point, où il est capitaine de l’équipe de natation et commandant du corps des cadets. Il termine le cursus en faisant partie des trois premiers pourcents des meilleurs élèves. Cela lui permet d’obtenir une bourse de l’armée pour suivre des études supérieures à l’université Stanford où il obtient un Master of Business Administration en 1967,.

### Carrière militaire
À sa sortie de l’université, Bucha devient capitaine et se voit confier la mission de mettre sur pied la compagnie D du 3e bataillon du 187e régiment d’infanterie de la 3e brigade de la 101e division aéroportée, basée à Fort Campbell, dans la perspective de son déploiement au Viêt Nam. Sa tâche est rendue difficile par le manque de soldats qualifiés, ce qui fait que l’essentiel de l’effectif qui lui est assigné est composé de personnel administratif et de soldats extraits des prisons militaires. Il leur impose par conséquent un entraînement rigoureux afin d’en faire une unité combattante.
Bucha arrive avec sa compagnie au Viêt Nam en novembre 1967 et, durant les premiers mois, l’unité obtient de bons résultats sans subir de pertes. Le 16 mars 1968, elle reçoit pour mission de repérer et attaquer les forces nord vietnamiennes à proximité de Phuoc Vinh, dans la province de Bình Dương. L’opération doit durer plusieurs jours et il n’est pas attendu une forte résistance. Toutefois, dans la soirée du 18 mars, la compagnie se heurte à un bataillon complet et se trouve rapidement en grande difficulté. L’affrontement dure pendant toute la nuit, Bucha s’exposant à de nombreuses reprises, notamment en neutralisant seul une mitrailleuse et en évacuant les blessés. Il parvient en outre si bien à défendre sa position et à tromper les Vietnamiens sur la taille de son unité que ceux-ci se replient à l’aube avec de lourdes pertes.
Quelques mois plus tard, il quitte la compagnie D et est affecté à l’état-major de la brigade avant de quitter le Viêt Nam à la fin de l’année 1968. Après un an passé à l’école des officiers de blindés de Fort Knox, il est nommé instructeur à West Point en 1969. Il reçoit le 14 mai 1970 la Medal of Honor des mains de Richard Nixon pour ses actions du 16 mars 1968. À l’origine, il envisage de refuser la décoration, pensant n’avoir rien fait d’exceptionnel, avant de se laisser convaincre de l’accepter en mémoire de ses hommes. Par la suite, il déclarera toujours ne la porter que pour honorer tous les soldats, notamment ceux qui sont morts sans reconnaissance de l’État.

### Carrière civile
Paul Bucha fait partie d’un groupe de trente-trois officiers qui démissionnent de West Point en 1972 en raison du peu de perspective d’évolution de carrière en restant dans l’armée. L’affaire fait la une des journaux, ce qui attire sur lui l’attention de Ross Perot, propriétaire de Electronic Data Systems, où il est chargé pendant six ans des opérations à l’étranger,. Il s’éloigne par la suite de Perot, qu’il critique vivement pour son manque d’intégrité et accuse de mentir sur sa carrière.
Après son départ d’Electronic Data Systems 1979, il fonde son entreprise en immobilier. Il s’engage également en politique et dans le monde associatif à partir du début des années 1990. Il fait ainsi partie de l’équipe de campagne de George H. W. Bush pour l’élection de 1992, est président de la Congressional Medal of Honor Society de 1995 à 1999 et fait partie de l’équipe de campagne de Barack Obama, qu’il conseille en matière de politique étrangère pour l’élection de 2008,. Il meurt le 31 juillet 2024 des suites de la maladie d’Alzheimer à West Haven, dans le Connecticut.